# テキストラテック語族
テキストラテック語族は、3つの異なる言語（高地オアハカ・チョンタル語、低地オアハカ・チョンタル語、テキストラテック語）によって形成された小さな語族である。これらの言語は、すべてメキシコのオアハカ州で話されている。2010年には、4400人に話されていた。 
マヤ語族であるタバスコ・チョンタル語との混同に注意。 
テキストラテック語族は2つの主要なグループに分かれている。テキストラテック語自体は絶滅したと見なされ、オアハカ・チョンタル語は2つの言語で形成される。（テキストラテック語は絶滅しているため、テキストラテック語族とオアハカ・チョンタル語は同義語として使用されている）。この用法は、語族のすべての言語を一般に呼ぶ用語として "tequistlateco" という用語を使用したダニエル・ブリントン (1891:112-13)にまでさかのぼるが、他の著者は歴史的に語族の三つの言語の一つとしてテキストラテック語のみを指すために "tequistlateco" という用語を使用していた。 

## 分布
今世紀の中頃、オアハカ市の南東70kmの地域にある約16の村で、合計約5,000人が高地チョンタル語を話していた。低地チョンタル語は、沿岸部の二つの自治体、アスタタ (Astata) とウアメルラ (Huamelula) に集中しており、20世紀半ばには話者が約5,000人となっている。それ以来,話者の数は両方の言語で減少した。最近の国勢調査では話者が4人をわずかに上回るという予想外の数字が出ているが、国立先住民研究所はオアハカ・チョンタル語の話者の数を1990年までに394人と推定している。 
高地オアハカ・チョンタル語の話者と低地オアハカ・チョンタル語の話者が接触することはまれだった。20世紀半ばまでは、接触は基本的にパーティーとメスカル酒の市場に限られていた。 

## 分類
テキストラテック語族は、2つのグループに分けられる。 
- オアハカ・チョンタル語グループ　約4000人の話者がいて、2つの密接に関連しているが異なる、 相互に理解できない言語が含まれている 
  - 低地オアハカ・チョンタル語またはHuamelulteco、話者数950人（1990年）[3]
  - 高地オアハカ・チョンタル語 3600人（1990）[4]
- テキストラテック語グループ　おそらく絶滅している。

### 語族の言語
高地チョンタル語には、いくつかの方言のバリエーションがある。低地チョンタル語の話者は高度なバイリンガル（スペイン語とチョンタル語）であり、子供たちは現在この言語を学んでいないため、危機言語と見なされている。2005年の国勢調査によると、65歳以上の話者は1100人いるが、15歳未満の話者は91人しかいない。 

### 他の言語との関係
Oltragge(1977)とCampbell(1974)は、 ホンジュラスのヒカケ語とテキストラテック語族の系統関係の証明に、規則的な音韻対応を示す同根語という形で証拠を提供した。これらの成果はCampbell&Oltrogge(1980)で拡張されたが、この仮説は一般に受け入れられていない（トラテック語族 (仮称)を参照）。 
20世紀の初めから、その確立された系統関係以外に、ホカ大語族と関係がある可能性についての憶測があった。この点に関する最初の提案は、 Edward Sapir (1925)によって行われ、後にGreenberg＆Swadesh (1953)によって再採択された。しかし、この物議を醸す提案は一般的な支持を得ていない。 

## 言語の説明
高地チョンタル語と低地チョンタル語は、同じ言語の2つの方言ではなく、2つの近縁の言語と見なすことができる。スワデシュ・リストで行われた比較は、双方が同根語を約70％共有していることを示しているが、音韻論的に同一の語は20％にすぎない。 

### 音韻論
高地オアハカ・チョンタル語と低地オアハカ・チョンタル語との比較から、祖語の子音目録が再構されている。テキストラテック＝チョンタル祖語についても、同様のシステムが再構されているが、正確性に欠ける。 
|              | 唇音 | 歯茎   | 歯茎 | 硬口蓋 | 軟口蓋 | 声門 |
| 中央         | 唇音 | 側面   |      | 硬口蓋 | 軟口蓋 | 声門 |
| ------------ | ---- | ------ | ---- | ------ | ------ | ---- |
| 阻害音       | *p   | *t, *c |      |        | *k     | *ʔ   |
| 喉頭化阻害音 | *fʼ  | *cʼ    | *λʼ  |        | *kʼ    |      |
| 摩擦音       | *W   | *s     | *ɬ   | *š     |        | *h   |
| 接近音       | *w   |        | *l   | *y     |        |      |
| 鼻音         | *m   | *n, *N |      |        |        |      |

次のことに注意。 
- /*N/は無声鼻音/*̥n/を表す特殊な記号で、この音は子音グループ/*hn/に由来する可能性があり、おそらく独立した音素ではないことを示唆する証拠がある。
- /*W/は無声摩擦音/*̥w/を表す特殊な記号である(/*hw/の副次的な結果であり、独立した音素ではない可能性がある)
- アメリカの慣習的な音声表記で、/*c, *cʼ/は/*ʦ, *ʦʔ/を表す。
- /*λʼ/は破擦音/*tɬʔ/を表す特殊な記号である。

母音については、/*i, *e, *a, *o, *u/の5つが再構される。 

### 語彙の比較
次の表は、高地オアハカ・チョンタル語、低地オアハカ・チョンタル語、テキストラテック語のいくつかの同根語を示している。  
| 語彙     | 高地オアハカ・チョンタル語 | 低地オアハカ・チョンタル語 | テキストラテック語 | テキストラテック祖語 |
| -------- | -------------------------- | -------------------------- | ------------------ | -------------------- |
| '10'     | imbamaʔ                    | mbamaʔ                     | mbama              | *-mbamaʔ             |
| 'ポット' | apišu                      | apišu                      | pišu               | *(a)pišu             |
| 'ここ'   | faʔa                       | faʔa                       | fa                 | *faʔa                |
| '手'     | -mane                      | -mane                      | mane               | *mane                |
| '家'     | ahuɬ                       | ahuɬ                       | hur                | *(a)huɬ              |
| '座った' | ipaNpa (= '住んでいた')    | paNpa                      | pahpa              | *paNpa               |
| '蛇'     | aynofaɬ                    | ayñofaɬ                    | nyofar             | *(a)nyofaɬ           |
| '頭'     | -Wak                       | -Wah                       | fa                 | *Wak (<*hwak)        |
| '上がる' | -fʼak                      | -fʼag                      | fha                | *fʼag                |

異なるテキストラテック語族の言語の数詞は次のとおり。 
| 語彙 | 高地オアハカ・チョンタル語 | 低地オアハカ・チョンタル語 | オアハカ・チョンタル祖語 |
| ---- | -------------------------- | -------------------------- | ------------------------ |
| '1'  | anuli                      | ñulji                      | *-nyuli                  |
| '2'  | okeʔ                       | ukweʔ                      | *ukweʔ                   |
| '3'  | afaneʔ                     | faneʔ                      | *-faneʔ                  |
| '4'  | amalpuʔ                    | malpuʔ                     | *-malpuʔ                 |
| '5'  | amakeʔ                     | mageʔ                      | *-makeʔ                  |
| '6'  | akamčʼus                   | kʔančux                    | *-kamčʼu-                |
| '7'  | akayči                     | koteʔ                      | *-katiʔ                  |
| '8'  | apayko                     | malfaʔ                     |                          |
| '9'  | apella                     | penlaʔ                     | *-penlaʔ                 |
| '10' | imbamaʔ                    | mbamaʔ                     | *-mbamaʔ                 |

## 書誌情報
- Campbell, Lyle and David Oltrogge, 1980, Proto-Tol (Jicaque), International Journal of American Linguistics, 46:205-223
- Campbell, Lyle. (1979). Middle American languages. In L. Campbell & M. Mithun (Eds.), The languages of native America: Historical and comparative assessment (pp. 902-1000). Austin: University of Texas Press.
- Campbell, Lyle (1997) American Indian Languages, The Historical Linguistics of Native America, Oxford Studies in Anthropological Linguistics, Oxford University Press.
- Paul R. (1969):"Proto-Chontal Phonemes", International Journal of American Linguistics, Vol. 35, No. 1 (Jan., 1969), pp. 34-37.
- Viola Waterhouse (1985): "True Tequistlateco", International Journal of American Linguistics, Vol. 51, No. 4 (Oct., 1985), pp. 612-614.